# Philippe Cossalter
Philippe Cossalter (* 1975) ist ein französischer Jurist und Hochschullehrer. Momentan hat er den Lehrstuhl für französisches öffentliches Recht an der Universität des Saarlandes inne und amtiert als Direktor des Centre juridique franco-allemand.

## Vita
Cossalter studierte Rechtswissenschaften und Kunstgeschichte an der Universität Nancy 2 und der Université Panthéon-Assas Paris II. Das Studium schloss er im Jahr 1999 mit dem Master II in Drot public intere ab. 2005 legte er seine Dissertation mit dem Thema „Les délégations d’activités publiques dans l’Union européenne“ bei Pierre Delvolvé vor. Nach seiner Zulassung zur Juniorprofessur und Lehrtätigkeiten an der Université Panthéon-Assas Paris II in den Jahren 2006–2010, habilitierte er sich im Juni 2010 und erhielt die venia legendi für französisches öffentliches Recht. Gegenwärtig hat er Lehraufträge an der Université de Lille und der Universität des Saarlandes inne.

## Forschungsschwerpunkte
Seine Forschungsschwerpunkte drehen sich um das französische Verfassungs- und Verwaltungsrecht sowie rechtsvergleichende Tätigkeiten zwischen dem deutschen- und französischen Recht.

## Aktuelle Tätigkeit
Er ist zurzeit Direktor des Centre juridique franco-allemand an der Universität des Saarlandes. Zudem ist er Direktoriumsmitglied des Instituts für Rechtsinformatik an der Universität des Saarlandes. Er ist Mitglied des wissenschaftlichen Rates des Centre de droit public comparé der Université Pantheon-Assas (Paris II), sowie assoziiertes Mitglied des Institut de recherche sur l’évolution de la nation et de l’Etat der Université de Lorraine. Zudem ist er Mitglied der Vereinigung der Deutschen Staatsrechtslehrer.

## Publikationen (Auswahl)
- Vorwort und Übersetzung von Cassese, Sabino: Au-delà de l’Etat, Brüssel, Bruylant, 2011 (Originaltitel: Oltre lo Stato, Editions Laterza, 2006).
- Les délégations d’activités publiques dans l’Union européenne, Paris, LGDJ (coll. “Bibliothèque de droit public”, tome 249), 2007.
- L’alinéa 9, Vortrag im Rahmen des Seminars Le préambule de la Constitution de 1946, école doctorale Georges Vedel, 1. Juni 2007, Éditions Panthéon-Assas, 2008, pp. 171–195.
- Les concessions à durée endogène, Droit administratif, Mai 2006.
- SEM et mise en concurrence : perspectives comparées, RFDA 2002, n° 5, S. 938–951.
- Introduction à la Private Finance Initiative, in: Philippe Cossalter et Bertrand du Marais, La Private Finance Initiative, Institut de la gestion déléguée, 2001, S. 11–74, préface Marceau Long.